# Astor (släkt)
Astor är en amerikansk släkt som härstammar från den tyske emigranten John Jacob Astor och som var den rikaste och en av de mest inflytelserika familjerna i USA på 1800-talet. I slutet av 1800-talet slog en gren av släkten sig ned i Storbritannien, där de fick stora framgångar och blev adlade. På 1900-talet minskade Astorsläktens makt.
Waldorf-Astoria-hotellen är uppkallad efter familjen. De etablerade också New York Public Library. I de amerikanska delstaterna Illinois, Missouri, Oregon samt i Queens i New York finns orter som heter Astor, uppkallade efter släkten. Det finns även en Astor Park i Florida och Astor Court och Astor Palace i New York. Dessutom finns ett flertal gator över hela USA som har någon anknytning till Astorsläkten.
John Jacob Astor IV omkom under Titanic-förlisningen, men hans hustru Madeleine Astor överlevde.

## Översikt, Astorsläkten
John Jacob Astor (1763-1848), gift med Sarah Todd.
1. Magdalena Astor (1788-1832 - John Bristed (1778-1855
  1. Charles Astor Bristed (1820-1874)
2. John Jacob Astor II (1791-1869)
3. William Backhouse Astor, Sr. (1792-1875)
  1. Emily Astor (1819-1841), gift med Samuel Ward Jr. (1814-1884), finansman, lobbyist, författare
    1. Margaret Astor Ward (1838-1875), gift 1856 med John Winthrop Chanler (1826-1877), kongressman från New York
      1. Robert Winthrop Chanler, konstnär

  2. John Jacob Astor III (1822-1890), Williams första son
    1. William Waldorf Astor, 1. viscount Astor (1848-1919)
      1. William Waldorf Astor, 2. viscount Astor (1879-1952)
        1. William Waldorf Astor, 3. viscount Astor (1907-1966)
          1. William Astor, 4. viscount Astor (född 1951) (från första äktenskapet)
          2. Emily Astor (från andra äktenskapet)
          3. Janet Elizabeth Astor (f. 1961) (från tredje äktenskapet)
          4. Pauline Marian Astor (från tredje äktenskapet)

        2. Nancy Phyllis Louise Astor (1909-1975)
        3. Francis David Langhorne Astor (1912-2001)
        4. Michael Langhorne Astor (1916-1980)
        5. John Jacob Astor (född 1918-2000)

      2. Pauline Astor (1880-1972)
      3. John Rudolph Astor (1881-1881)
      4. John Jacob Astor, 1. baron Astor av Hever (1886-1971)
        1. Gavin Astor, 2. baron Astor av Hever (1918-1984)
          1. John Jacob Astor, 3. baron Astor av Hever (född 1946)

        2. Hugh Waldorf Astor (1920-1999
        3. John Astor (1923-1987), medlem av det brittiska parlamentet

  3. William Backhouse Astor, Jr. (1830-1892), Williams andra son
    1. John Jacob Astor IV (1864-1912)
      1. William Vincent Astor (1891-1959, son till första hustrun
      2. John Jacob Astor VI (1912-1992), son till andra hustrun
        1. William Backhouse Astor III (född 1935)